# طوني عيسى
طوني عيسى (14 يونيو 1979-) ممثل ومغني لبناني.

## حياته
والده الممثل ناظم عيسى، نشأ في قرية بعشتة، قرب عمشيت درس تخصص إدارة الفنادق في معهد القرطباوي.

### حياته الأسرية
تزوج في 23 مايو  2021 من فتاة من خارج الوسط تدعى «أمونة عيد»
في تركيا وأقيم حفل زفافه في بيروتفي فبراير 2022 رزق بابنته «تاليا»

## مشواره المهني
بدأ دراسة الموسيقى من عمر ثماني سنوات ثم أصبح طالباً في الكونسرفتوار، تعلم العزف على الآلات والإيقاع القوي كالدف والطبلة، بعدها درس الصولفيج والإيقاع في جامعة الروح القدس الكسليك، في البداية عمل في الغناء، قدم العديد من الحفلات الخاصة لكنه توجه فيما بعد للتمثيل حيث قدم أغنية في مسرحية “على أرض الغجر” مع آل الرحباني.
انطلاقته الفعلية كممثل كانت في مسلسل يا مالح با بحر للمخرج طانيوس أبي حاتم والمخرجة ليليان بستاني  ، كان أول مسلسل لبناني يبث عبرشاشة أو تي في. انطلاقته الفعلية كانت في مسلسل «الغالبون» الذي نال من خلاله عدة جوائز محلية

## أعماله

### في التلفزيون
- (2024):2024 (هرم)
- (2023):النار بالنار (زكريا)
- (2022): العين بالعين
- (2021):صالون زهرة (يوسف)
- (2021):2020 (هرم)
- (2021):لا حكم عليه (أمين)
- (2019): الحب جنون الجزء الثاني (يحيى)
- (2019): صانع الأحلام (قصي)
- (2018): حدوتة حب (خماسية شهر عسل والرجل الآخر)
- (2018):50 ألف (عماد)
- (2017):محرومين (طارق)
- (2017):مذكرات عشيقة سابقة (باسل)
- (2016):خاتون (دانيال رئيس المخفر)
- (2016):صرخة روح 4 «وجع الصمت» (مطر)
- (2016): مدرسة الحب
- (2016):سمرا (الريّس سيف)
- (2016):العراب الجزء الثاني (سامر)
- (2015): علاقات خاصة (إياد)
- (2015):بنت الشهبندر (صالح أفندي)
- (2015): حبيب
- (2015): كفى (أحمد)
- (2015): العراب (سامر)
- (2014): ولاد البلد (جاد)
- (2014): عشق النساء (بروفيسور أحمد)
- (2014):اتهام (وليد)
- (2013): العائدة ج2
- (2012): الغالبون الجزء الثاني (علي بلال)
- (2012): عندما يبكي التراب
- (2012): كيندا
- (2012): الشحرورة
- (2011): الأرملة والشيطان (روجيه)
- (2011): من أجل عينيها
- (2012): الغالبون (علي بلال)
- (2010): طماشة الجزء الثاني
- (2009): صحن يومي
- (2009): طماشة
- (2008): مالح يابحر (وائل)
- (2008): الشيخة الأمريكية
- (2007): للحب وجهٌ آخر (فؤاد)
- (2006): مطلوب عروس

### في السينما
- (2019): شباب ضايعة
- (2019): شرعوا الحشيشة
- (2018): كذبة بيضا
- (2016): تلتت
- (2013): 24 ساعه حب

### في المسرح
- مسرحية مع الرحابنة
- دونك شوت
- أرض الغجر
- كلنا تقلا
- الاندري

### في الغناء
في أبريل 2016 أطلق أغنيته الأولى بعنوان «كانوا القمر» من كلمات رياض نجمة، ألحان باسم رزق، توزيع داني الحلو.

### في تقديم البرامج
في أكتوبر 2016 قدم برنامج المسابقات«أهلية بمحلية» على قناة الجديد ويتمحور حول فنانين، كلٌّ مع فريق يلمّ بالأغنيات، والرابح يفرض شروطه على الخاسر، كأن يغنّي مُعلَّقاً على علو 15 متراً و«غيرها من المواقف المرحة».

## مشاركته في ديو المشاهير
شارك في نوفمبر 2015 في برنامج ديو المشاهير (الموسم الرابع) لدعم إحدى الجمعيات الخيرية ولقد حاز على اللقب وحصل على مبلغ قيمته /30.000$

## في الفيديو كليب
عام في ديسمبر 2015 شارك الفنانة العراقية شذى حسون في كليب أغنية مزيون
تحت إدارة المخرج علاء الأنصاري كما شارك الفنان جورج وسوف في كليب أصعب فراقتحت إدارة المخرج وليد ناصيف عام 2008

## الجوائز
حصل على جوائز تكريمية منها:-
- 2011 : جائزة تكريمية في النبطية – جنوب لبنان، عن دوره في مسلسل “الغالبون”
- 2014: جائزة أفضل ممثل دور ثاني مناصفة مع الممثل اللبناني وسام حنا لكنه إنسحب من جائزة الموريكس رافضا استلام الجائزة إلى جانب وسام وإعترض على النتيجة.[14]
- 2015: جائزة أفضل ممثل لبناني عن دوره في مسلسل عشق النساء.[15]

## وصلات خارجية
- طوني عيسى على موقع قاعدة بيانات الأفلام العربية